# Володимирівка (Софіївська селищна громада)
Володи́мирівка — село в Україні, у Софіївській селищній громаді Криворізького району Дніпропетровської області.
Населення — 381 мешканець.

## Географія
Село Володимирівка розташоване на правому березі річки Базавлук в місці впадання в неї річки Водяна, вище за течією на відстані 1,5 км розташоване село Березине , нижче за течією на відстані 2 км розташоване село Непереможне, вище за течією річки водяна на відстані 4 км розташоване село Олександро-Білівка. Поруч проходить автомобільна дорога Т 0432.

## Населення

### Мова
Розподіл населення за рідною мовою за даними перепису 2001 року:
| Мова            | Кількість | Відсоток |
| --------------- | --------- | -------- |
| українська      | 839       | 92.71%   |
| російська       | 49        | 5.52%    |
| білоруська      | 5         | 0.55%    |
| інші/не вказали | 12        | 1.22%    |
| Усього          | 905       | 100%     |

## Інтернет-посилання
- Погода в селі Володимирівка [Архівовано 21 грудня 2011 у Wayback Machine.]

1. ↑  Рідні мови в об'єднаних територіальних громадах України — Український центр суспільних даних